# Cyphostemma gracillimum
Cyphostemma gracillimum là một loài thực vật hai lá mầm trong họ Nho. Loài này được (Werderm.) Desc. miêu tả khoa học đầu tiên năm 1967.